# 井上マサト
井上 マサト（いのうえ まさと）は、日本の漫画家。神奈川県在住。女性。綾瀬悠名義での執筆を行うこともある。さと名義でフィギュアの原型師としても活動する。漫画家・魔神ぐり子とは友人の仲。魔神の作品で本人役で登場することもある。

## 作品
- 鼻/杜子春
- そして、きみを好きになる
- 夜の上海（綾瀬悠名義）
- JUDGEMENT KILLER 裁人